# مسجد كامبونج بنغكالان باتو
مسجد كامبونج بنغكالان باتو يقع المسجد في كامبونج بنغكالان باتو، الذي يبعد حوالي ثمانية وعشرين كيلومتر منمدينة بندر سري بكاوان عاصمة بروناي.

## البناء
تم البدء في بناء مسجد كامبونج بنغكالان باتو في عام 1982، على موقع أرض تبلغ مساحتها فدان، واكتمل البناء في السادس من شهر تشرين مايو من عام 1983، وبلغت نفقات بناء المسجد مبلغ 357,600.00 دولار.

## الافتتاح
افتتح مسجد كامبونج بنغكالان باتو رسميا من قبل الحاج إسماعيل بن خريج الحاج محمد في الثاني من شهر ربيع الآخر من عام 1404 هـ الموافق السادس من شهر يناير من عام 1984 .

## استيعاب المسجد
تبلغ قدرة مسجد كامبونج بنغكالان باتو الاستيعابية لحوالي 200 مصلي في وقت واحد.